# 레미 베르쿠트르
레미 베르쿠트르(Rémy Vercoutre, 1980년 6월 26일~)는 프랑스의 전 축구선수이다. 현역 시절 골키퍼 (GK)로 뛰었다. 1998년 몽펠리에 HSC 입단으로 데뷔했다. 2002년부터 올림피크 리옹, 2004년부터 RC 스트라스부르, 2005년에 다시 올림피크 리옹으로 이적했다.